# Marcello Casco
Marcello Casco (Alessandria d'Egitto, 12 maggio 1936 – Roma, 13 dicembre 1999) è stato uno scrittore, attore e regista italiano.

## Biografia
Nato in Egitto nel 1936 da famiglia italiana, frequentò il Liceo Don Bosco di Alessandria. Rientrato in Italia, alla fine degli anni sessanta, dopo alcune esperienze come autore per la Rai, interpretò il personaggio Figlio di Menuel nella trasmissione radiofonica Alto gradimento, con il duo Renzo Arbore e Gianni Boncompagni, prendendo di mira le sette mistiche.
Alla fine degli anni settanta fece cabaret, rilanciando un antico teatro di Roma nel rione Esquilino, "La Chanson". In seguito dette vita al teatro cabaret "Al Fellini", con maggiore successo.
Nel 1987 fu il presentatore in TV su Rai 3, di Stiffelius, un programma demenziale di sua creazione e produzione.

## Vita privata
Era sposato, con tre figli. Trascorreva gran parte dell'anno nel piccolo borgo umbro di Stifone, dove – con un gruppo di amici, tra cui lo scrittore Luigi Silori – dette vita a manifestazioni culturali e artistiche di vario genere. Morì nel 1999. I suoi funerali si tennero nella chiesa della Rai in viale Mazzini a Roma.

## Programmi radiofonici e televisivi
- Alto gradimento
- Tutti insieme alla radio
- Alphabete, il mondo dello spettacolo, testi di Marcello Casco, RadioRai (1975)
- Via Asiago Tenda
- Fantastico 4
- Così per caso, regia di Paolo Poeti (1979)
- Che domenica ragazzi con Lino Banfi
- Stiffelius